# Bob Knight
Robert Montgomery Knight (Massillon, 25 de outubro de 1940 – Bloomington, 1 de novembro de 2023) foi um treinador de basquete americano. Apelidado de "o General", Knight venceu 902 jogos masculinos de basquete universitário da Divisão I da NCAA, um recorde na época de sua aposentadoria e atualmente o terceiro de todos os tempos, atrás de seu ex-jogador e assistente técnico Mike Krzyzewski da Duke e Jim Boeheim de Syracuse, que ainda estão ativos. Knight é mais conhecido como o treinador do Indiana Hoosiers de 1971 a 2000. Ele também treinou no Texas Tech (2001 – 2008) e no Exército (1965-1971).
Enquanto treinou o Indiana, Knight liderou suas equipes em três campeonatos da NCAA, um campeonato National Invitation Tournament (NIT) e 11 campeonatos da Big Ten Conference. Sua equipe de 1975-76 permaneceu invicta durante a temporada regular e venceu o torneio da NCAA em 1976. O time de Indiana de 1976 é o último time de basquete universitário masculino a ficar invicto durante toda a temporada. Knight recebeu o prêmio de Treinador Nacional do Ano por quatro vezes e o Big Ten Coach do Ano, oito vezes. Em 1984, ele treinou a equipe olímpica masculina dos EUA para uma medalha de ouro, tornando-se um dos apenas três treinadores de basquete a ganhar um título da NCAA, o título do NIT e uma medalha de ouro olímpica.
Knight foi um dos treinadores mais bem sucedidos e inovadores do basquetebol universitário, tendo popularizado o movimento ofensivo. Ele também foi elogiado por executar bons programas, e a maioria de seus jogadores se formou. No entanto, Knight provocou controvérsia com seu comportamento. Ele notoriamente jogou uma cadeira na quadra durante um jogo e uma vez foi preso por agredir um policial. Knight exibia regularmente uma natureza volátil e era propenso a explosões violentas com os alunos e durante os encontros com os membros da imprensa. Ele também foi gravado em videotape agarrando um de seus jogadores pelo pescoço. Knight permanece "o objeto de devoção quase fanática" de muitos de seus ex-jogadores e fãs de Indiana. No entanto, a natureza combativa de Knight e o padrão inaceitável de comportamento alcançaram um ponto de saturação, e o presidente da universidade Myles Brand o demitiu em 2000.
Em 2008, Knight juntou-se à ESPN como comentarista de basquete universitário masculino durante a Championship Week e pela cobertura do Torneio da NCAA. Ele continuou cobrindo o basquete universitário para a ESPN durante a temporada 2014-15.

## Carreira como jogador
Knight nasceu em 1940 em Massillon, Ohio, e cresceu em Orrville, Ohio. Ele começou a jogar basquete na Orrville High School. Apesar de ser um jogador de destaque no ensino médio, ele desempenhou um papel de reserva como atacante da equipe de Ohio State Buckeyes de 1960 que venceu o NCAA Championship e contou com os futuros jogadores do Hall of Fame John Havlicek e Jerry Lucas. Os Buckeyes perderam para os Bearcats de Cincinnati em cada um dos próximos dois jogos do Campeonato da NCAA, dos quais Knight também fez parte.
Devido em parte ao poder das estrela daqueles times do estado de Ohio, Knight geralmente recebia pouco tempo de jogo, mas isso não o impediu de causar um impacto. Nos jogos de 1961 da NCAA Championship, Knight saiu do banco com 1:41 no relógio e Cincinnati vencendo Ohio State por 61-59. Nas palavras do então assistente do estado de Ohio, Frank Truitt: 
 Knight pegou a bola na quadra dianteira esquerda e fingiu se dirigir até o meio. Então ele cruzou como ele trabalhou sobre isso toda a sua vida e dirigiu para a direita e colocou-o. Isso empatou o jogo para nós, e Knight correu como um velocista direto para mim e disse: "Veja, treinador, eu deveria estar nesse jogo há muito tempo!" 
 Ao que Truitt respondeu: "Sente-se, seu cachorro-quente. Você tem sorte de estar no chão".

## Carreira de técnico

### Exército
Depois que Knight se formou no Estado de Ohio em 1962, ele treinou basquete júnior na Cuyahoga Falls High School em Ohio por um ano. Knight, em seguida, alistou-se no exército dos Estados Unidos e aceitou uma posição de treinador assistente com o exército Black Knights em 1963, onde, dois anos depois, ele foi nomeado treinador na idade relativamente jovem de 24 anos. Em seis temporadas em West Point, Knight venceu 102 jogos. Um de seus jogadores foi Mike Krzyzewski, que mais tarde serviu como seu assistente antes de se tornar um treinador do Hall of Fame em Duke . Mike Silliman foi outro dos jogadores de Knight no Army.
Durante o exército, Knight ganhou a reputação de ter um temperamento explosivo. Por exemplo, após a derrota de 66-60 do Exército para a BYU de Stan Watts nas semifinais da NIT de 1966, Knight perdeu completamente o controle, chutando os armários e agredindo verbalmente os oficiais. Envergonhado, ele foi mais tarde ao quarto de hotel de Watts e pediu desculpas. Watts o perdoou e é citado dizendo: "Quero que você saiba que será um dos jovens treinadores brilhantes do país, e é só uma questão de tempo antes de vencer um campeonato nacional".

### Indiana
Em 1971, a Universidade de Indiana contratou Knight como treinador principal. Durante seus 29 anos na escola, os Hoosiers venceram 662 jogos, incluindo 22 temporadas de 20 ou mais vitórias, enquanto perderam 239, uma porcentagem de vitórias de 0,735. Em 24 aparições em torneios da NCAA em Indiana, as equipes Hoosier sob o comando de Knight ganharam 42 dos 63 jogos (0,667), vencendo os títulos em 1976, 1981 e 1987, enquanto perdiam nas semifinais em 1973 e 1992.

#### Década de 1970
Em 1972-73, o segundo ano de Knight como treinador, Indiana venceu o campeonato Big Ten e chegou à Final Four, mas perdeu para a UCLA, que estava a caminho de seu sétimo título nacional consecutivo. Na temporada seguinte, de 1973 a 1974, Indiana mais uma vez conquistou o título de Big Ten. Nas duas temporadas seguintes, 1974-75 e 1975-76, os Hoosiers estavam invictos na temporada regular e venceram 37 jogos consecutivos do Big Ten, incluindo mais dois Big Ten. Os Hoosiers 1974-1975 varreram todos os Big Ten em uma média de 22,8 pontos por jogo. No entanto, durante uma vitória por 83 a 82 contra Purdue, eles perderam o atacante Scott May devido a uma fratura no braço esquerdo. Com a lesão de May, perderam para o Kentucky por 92 a 90 na Regional do Oriente Médio. Os Hoosiers eram tão dominantes que quatro titulares - Scott May, Steve Green, Kent Benson e Quinn Buckner - fariam o time de cinco homens do All-Big Ten. Na temporada seguinte, de 1975 a 1976, os Hoosiers passaram a temporada inteira e o torneio da NCAA de 1976 sem uma única derrota, superando o Michigan 86-68 no jogo do título. Imediatamente após o jogo, Knight lamentou que "deveria ter sido dois". Os Hoosiers de 1976 continuam sendo o último time invicto de basquete masculino da NCAA Division I. Através destas duas temporadas, as equipes de Knight estavam invictas na temporada regular, incluindo um recorde perfeito de 37-0 nos jogos do Big Ten a caminho do seu terceiro e quarto títulos consecutivos.

#### Anos 80
Os Hoosiers 1979-1980, liderados por Mike Woodson e Isiah Thomas, venceram o campeonato Big Ten e avançaram para o Sweet Sixteen de 1980. Na temporada seguinte, em 1980-81, Thomas e os Hoosiers voltaram a ganhar o título da conferência e ganharam o torneio da NCAA de 1981, o segundo título nacional de Knight. Em 1982-1983, com o forte jogo de Uwe Blab e All-Americans Ted Kitchel e Randy Wittman, os Hoosiers eram os favoritos para ganhar outro campeonato nacional. No entanto, com uma lesão de Ted Kitchel no meio da temporada, as perspectivas dos Hoosiers eram sombrias. Knight pediu apoio de torcedores para se reunir em torno da equipe e, quando a equipe finalmente ganhou o título de Big Ten, ele ordenou que um banner fosse pendurado para a equipe no Assembly Hall como um tributo aos fãs, que ele acreditava inspirar a equipe a vencer seus três últimos jogos em casa. No entanto, no torneio a ausência de Kitchel foi sentida e a equipe perdeu para o Kentucky no Sweet Sixteen de 1983.

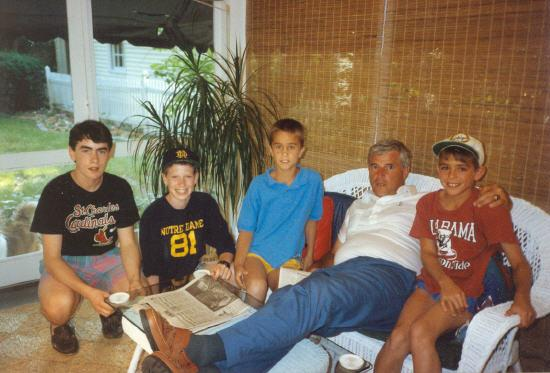
Knight com jovens fãs na casa de Frank Truitt em Columbus, verão de 1988

Os Hoosiers 1985-86 foram apresentados em um livro best-seller A Season on the Brink. Para escrevê-lo, Knight concedeu ao autor John Feinstein acesso quase sem precedentes ao programa de basquete de Indiana, bem como insights sobre a vida privada de Knight. Na temporada seguinte, em 1986-87, os Hoosiers foram liderados por Steve Alford. A equipe venceu o terceiro campeonato nacional de Knight contra Syracuse no torneio da NCAA de 1987 com um arremesso certeiro de Keith Smart, com cinco segundos de jogo restantes no jogo do campeonato. Na temporada de 1988-1989, os Hoosiers foram liderados por Jay Edwards e venceram um campeonato Big Ten.

#### Anos 90
De 1990 a 1991 até 1992-93, os Hoosiers registraram 87 vitórias, a maioria por qualquer equipe Big Ten em um período de três anos, quebrando a marca de 86, definida pelas equipes de Knight de Indiana entre 1974 e 1976. As equipes das três temporadas passaram quase duas das 53 semanas de pesquisa no top 10 e 38 delas no top 5. Eles conseguiram duas grandes coroas em 1990-91 e 1992-93, e durante a temporada de 1991-92 alcançaram a Final Four. Durante a temporada de 1992-93, os Hoosiers terminaram a temporada no topo da votação da AP, mas foram derrotados pelo Kansas na Elite Oito.
Durante meados e final dos anos 90, Knight continuou a ter sucesso com constantes aparições em torneios da NCAA e um mínimo de 19 vitórias a cada temporada. No entanto, 1993 seria o último campeonato dele e 1994 seria sua última viagem ao Sweet Sixteen.

#### Demissão de Indiana
Em 14 de março de 2000 (pouco antes de Indiana começar a jogar no torneio da NCAA), a rede da CNN Sports Illustrated publicou um artigo sobre Knight, no qual o ex-jogador Neil Reed alegou ter sido sufocado por Knight durante um treino em 1997. Knight negou as alegações da história. No entanto, menos de um mês depois, a rede exibiu uma fita de uma prática de Indiana de 1997 que parecia mostrar a Knight colocando sua mão no pescoço de Reed.
Em resposta, o presidente da Universidade de Indiana, Myles Brand, anunciou que adotou uma política de "tolerância zero" em relação ao comportamento de Knight. No final do ano, em setembro de 2000, o novato de Indiana, Kent Harvey (não um jogador de basquete) teria dito: "Ei, Knight, o que está acontecendo?" De acordo com Harvey, Knight, em seguida, agarrou-o pelo braço e lhe deu uma bronca por não demonstrar respeito, insistindo que Harvey se dirigisse a ele como "Mr. Knight" ou "Técnico Knight" em vez de simplesmente "Knight". Brand afirmou que esse incidente foi apenas uma das inúmeras queixas que ocorreram depois que a política de tolerância zero foi posta em prática. Brand pediu a Knight que renunciasse em 10 de setembro e, quando Knight se recusou, Brand o liberou de suas funções de técnico imediatamente. A demissão de Knight foi recebida com indignação dos estudantes.
Harvey foi apoiado por alguns e difamado por muitos que afirmam que ele tinha intencionalmente provocado Knight. O padrasto de Kent Harvey, Mark Shaw, foi um ex-apresentador de talk show da rádio Bloomington e crítico de Knight. Em 13 de setembro, Knight se despediu de uma multidão de cerca de 6 mil pessoas em Dunn Meadow, na Universidade de Indiana. Ele pediu que eles não guardassem rancor contra Harvey e que continuassem a apoiar o time de basquete. A demissão de Knight fez manchetes nacionais, incluindo a capa da Sports Illustrated e a cobertura ininterrupta da ESPN.
Em março de 2017, no The Dan Patrick Show, Knight afirmou que não tinha interesse em retornar a Indiana. Quando o anfitrião Dan Patrick comentou que a maior parte da administração que havia demitido Knight dezessete anos antes não estava mais lá, Knight disse: "Espero que estejam todos mortos".
Em 10 de julho de 2019, o Indiana Daily Student, jornal do campus da IU, informou que em 2 de julho de 2019 Knight e sua esposa Karen compraram uma casa em Bloomington por US$ 572 500, sugerindo que Knight havia decidido retornar a Bloomington para morar.

### Técnico da seleção
Em 1979, Knight guiou a equipe panamericana dos Estados Unidos para uma medalha de ouro em Porto Rico. Em 1984, Knight liderou a equipe nacional dos EUA para uma medalha de ouro nos Jogos Olímpicos como técnico da equipe de basquete de 1984 (os treinadores não recebem medalhas nas Olimpíadas). Os jogadores da equipe incluíam o jogador e protegido de Michael Jordan e Knight, Steve Alford.

### Texas Tech

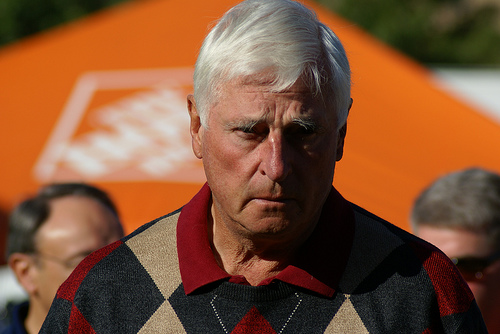
Bob Knight em 2008

Após sua demissão de Indiana, Knight tirou uma temporada de folga e estava à procura de vagas de técnico. Ele aceitou a posição de treinador principal no Texas Tech, embora sua contratação fosse oposta por um grupo de professores liderado por Walter Schaller. Quando ele foi apresentado na coletiva de imprensa, Knight brincou: "Esse é sem dúvida o suéter vermelho mais confortável que eu tive em seis anos".
Knight rapidamente melhorou o programa, que não estava em um torneio da NCAA desde 1996. Durante os primeiros seis anos de Knight no Texas Tech, os Red Raiders venceram 126 jogos, uma média de 21 vitórias por temporada.

### Aposentadoria
Em 4 de fevereiro de 2008, Knight anunciou sua aposentadoria. Seu filho Pat Knight, o treinador designado desde 2005, foi imediatamente nomeado como seu sucessor na Texas Tech. Pat dissera que depois de muitos anos de treinamento, seu pai estava exausto e pronto para se aposentar. Logo após atingir sua 900a vitória, Knight entregou o trabalho para Pat no meio da temporada, em parte, para permitir que ele se familiarizasse com o treinamento do time antes, em vez de esperar até outubro, o início da próxima temporada. Knight continuou a viver em Lubbock depois que se aposentou.

## Vida após aposentadoria
Em 2008, a ESPN contratou Knight como analista de estúdio e comentarista ocasional. Em novembro de 2012, ele convocou pela primeira vez um jogo de basquete masculino do Indiana, algo que ele havia se recusado a fazer anteriormente. O ex-treinador de basquete masculino do Indiana, Tom Crean, procurou Knight para tentar visitá-lo novamente. Knight rejeitou todas as tentativas de trazê-lo de volta à Universidade de Indiana. Em 2 de abril de 2015, a ESPN anunciou que não renovaria seu contrato com a Knight.

### Preocupações com a saúde e morte
Em 27 de fevereiro de 2019 Don Fischer, que tem sido um locutor de rádio para esportes UI por muitos anos, disse durante uma entrevista que Knight estava em problemas de saúde.
Em 4 de abril de 2019 Knight fez sua primeira aparição pública desde quando Fischer fez seus comentários. Ele apareceu com o amigo de longa data e jornalista Bob Hammel e falou sobre diferentes aspectos de sua carreira. Durante a apresentação, Knight pareceu lutar com sua memória; ele reintroduziu sua esposa para a plateia, embora ela já tivesse sido apresentada 10 minutos antes, ele erroneamente disse que o ex-jogador de basquete da IU, Landon Turner, havia morrido, e contou uma história sobre Michael Jordan e, alguns minutos depois, dizendo mesma história substituindo Jordan com o jogador de basquete IU Damon Bailey.
Knight morreu em 1 de novembro de 2023, aos 83 anos, em Bloomington.

## Reconhecimento
Knight recebeu várias honrarias pessoais durante e depois de sua carreira como treinador. Foi nomeado o treinador nacional do ano quatro vezes (1975, 1976, 1987, 1989) e Big Ten treinador do ano oito vezes (1973, 1975, 1976, 1980, 1981, 1989, 1992, 1993). Em 1975, ele foi escolhido por unanimidade como Treinador Nacional do Ano, uma honra que ele recebeu novamente em 1976 pela Associated Press, pela United Press International e pela Basketball Weekly. Em 1987, ele foi a primeira pessoa a ser homenageada com o prêmio Naismith Coach of the Year. Em 1989, ele ganhou o prêmio de Treinador Nacional do Ano pela AP, pela UPI e pela Associação dos Escritores de Basquete dos Estados Unidos. Knight foi introduzido no Basketball Hall of Fame em 1991.

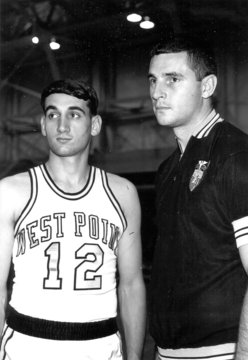
O guarda-costas Mike Krzyzewski e o treinador Knight, por volta de 1968

Em 17 de novembro de 2006, Knight foi reconhecido por seu impacto no basquete universitário como membro da classe fundadora do National Collegiate Basketball Hall of Fame. No ano seguinte, ele recebeu o Prêmio Naismith de Melhor Contribuição Masculina para o Basquete. Knight também foi introduzido no Hall da Fama do Esporte do Exército (Classe de 2008) e no Hall da Fama do atletismo de Hoosiers em Indiana (Classe de 2009). Em agosto de 2003, ele foi homenageado como o primeiro induzido em The Vince Lombardi Titletown Legends.

## Na mídia
Em 1986, o autor John Feinstein publicou A Season on the Brink, que detalhava a temporada de 1985-86 dos Indiana Hoosiers. Concedido acesso quase sem precedentes ao programa de basquete de Indiana, bem como insights sobre a vida privada de Knight, o livro rapidamente se tornou um grande best-seller e gerou um novo gênero, já que uma legião de imitadores escreveu obras cobrindo um único ano de uma franquia esportiva. No livro, Feinstein descreve um treinador que é rápido com um temperamento violento, mas também aquele que nunca engana e segue estritamente todas as regras da NCAA.
Dois anos depois, a autora Joan Mellen escreveu o livro Bob Knight: His Own Man (ISBN 0-380-70809-4), em parte para refutar a temporada de Feinstein. Mellen lida com aparentemente todas as causas das celebrações na carreira de Knight e apresenta a opinião de que ele é mais pecador do que pecador.
Em 1990, Robert P. Sulek escreveu Honra de Hoosier: Bob Knight e Sucesso Acadêmico na Universidade de Indiana, que discute o lado acadêmico do programa de basquete. O livro detalha todos os jogadores que jogaram pelo Knight e que nível eles ganharam.
Apenas um mês após sua demissão da IU, Rich J. Wolfe escreveu Oh, What a Knight: Knightmares, que é um livro de duas partes. A Parte Um inclui histórias de pessoas que tiveram interações positivas com Knight, e a Parte Dois, histórias de pessoas que tiveram interações negativas.
A autobiografia de Knight, escrita com o amigo de longa data e jornalista esportivo Bob Hammel, foi intitulada Knight: My Story e publicada em 2003. Três anos depois, Steve Delsohn e Mark Heisler escreveram Bob Knight: An Unauthorized Biography .
Em 2013, Knight e Bob Hammel publicaram O Poder do Pensamento Negativo: Uma Abordagem Não Convencional para Alcançar Resultados Positivos . Knight discute sua abordagem para se preparar para um jogo, antecipando todas as coisas que poderiam dar errado e tentando evitá-lo ou ter um plano para lidar com isso. No livro Knight também compartilha uma de suas frases favoritas: "A vitória favorece o time com menos erros".

## Vida pessoal

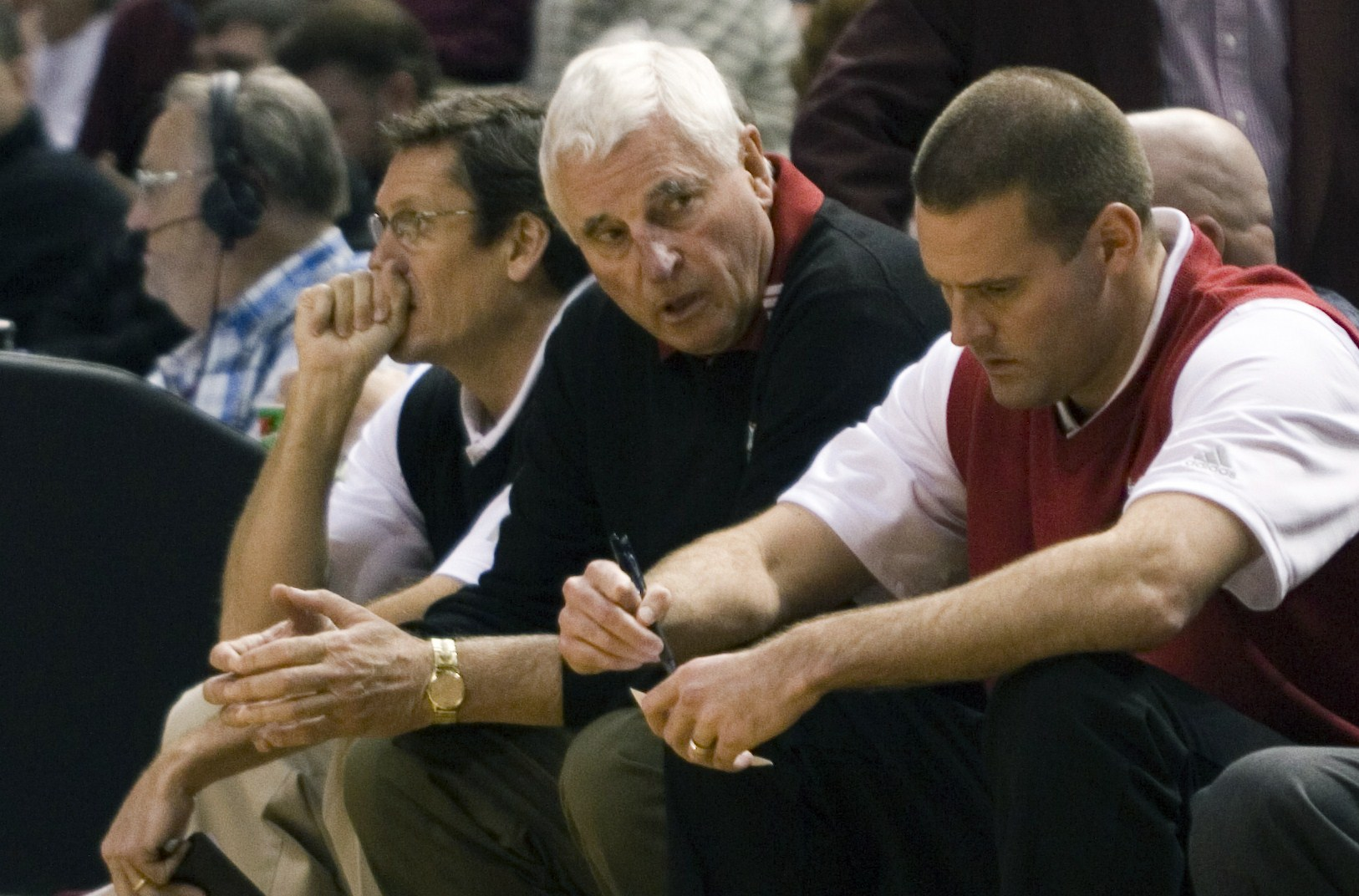
Knight com seu filho Pat enquanto treinador na Texas Tech.

Knight casou-se com Nancy Falk em 17 de abril de 1963. Eles tiveram dois filhos, Tim e Pat, mas o casal se divorciou em 1985. Em 1988, Knight casou-se com sua segunda esposa, Karen Vieth Edgar, ex-treinadora de basquete do colégio Oklahoma.
Knight apoiou a campanha presidencial de Donald Trump em 2016 e, mais tarde, fez uma aparição em seu comício em Indianápolis para as eleições de 2018. No comício, Knight chamou Trump de "um grande defensor dos Estados Unidos da América".